# Muflier à grandes fleurs
Antirrhinum majus
Espèce
Classification APG III (2009)
Le Grand Muflier, Muflier à grandes fleurs, Tête-de-veau, Gueule-de-veau puis à partir du XIXe siècle Gueule-de-loup, ou Gueule-de-lion (Antirrhinum majus) est une plante herbacée ou arbustive vivace de la famille des Scrofulariacées selon la classification classique ou des Plantaginacées selon la classification phylogénétique.
Elle est originaire du bassin méditerranéen.

## Description
La forme singulière de la fleur est à l'origine du nom Gueule-de-loup de la plante puisque, lorsque l'on pince les côtés de la fleur, celle-ci s'ouvre comme une gueule. Le Muflier atteint une hauteur de 15 à 150 cm. Il fleurit durant l'été et l'automne. Ses fleurs sont blanches, rouges, roses ou jaunes. Ses feuilles sont étroites et ont une longueur de 2 à 8 cm.

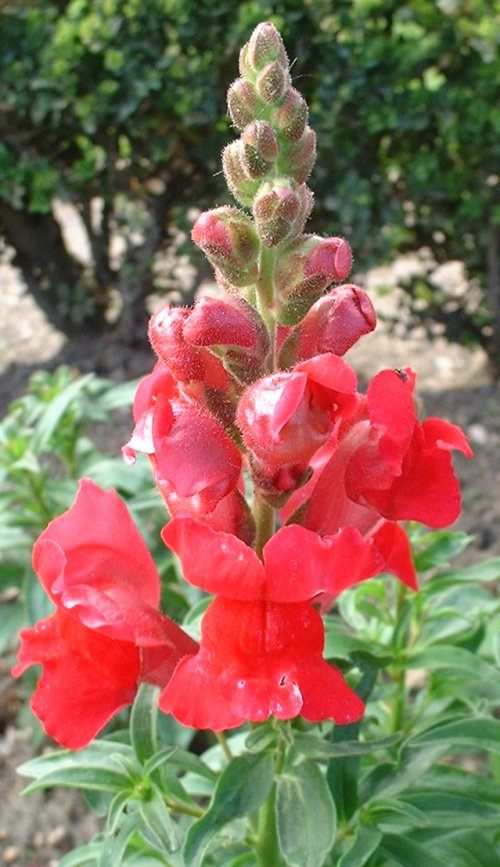
Muflier « Sonnet » Fleurs carmin.
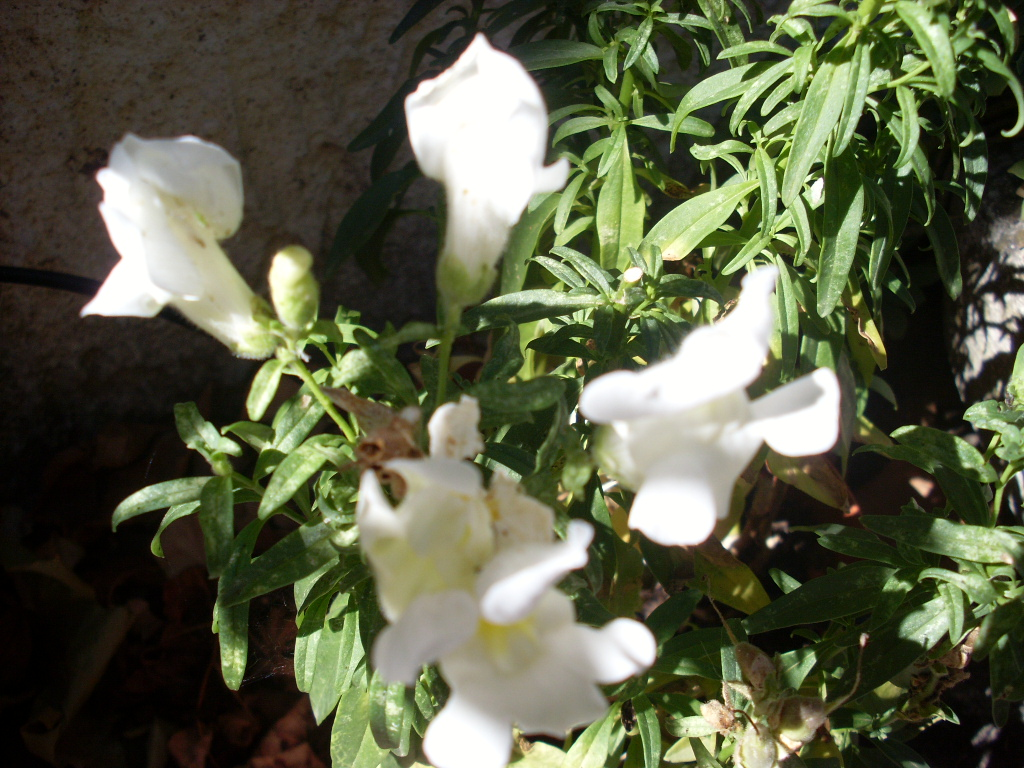
Fleurs blanche.

## Horticulture
Il est connu dans les jardins depuis 1583. C'était l'hôte privilégié des jardins de curés. De floraison estivale, on l'utilise aujourd'hui en rocailles, murets, massifs, jardinières, fleurs coupées et en suspension (selon la variété). Le muflier apprécie les sols drainants, riches, humifères, à pH neutre. Il est sensible à l'appauvrissement annuel du sol. Il aime la chaleur et supporte très bien un fort ensoleillement.[réf. nécessaire]
Les variétés horticoles sont cultivées comme plantes ornementales pour leurs fleurs, groupées en inflorescences allongées. Le Muflier à grandes fleurs offre un nombre très important de variétés et une gamme de coloris très riche. Il est cultivé comme plante annuelle.

## Pollinisation
Les fleurs reçoivent la visite de plusieurs espèces d'insectes hyménoptères assurant la pollinisation entomogame. Il s'agit essentiellement des bourdons (genre Bombus et genres voisins) suffisamment forts pour entrouvrir les lèvres de la fleur et s'introduire à l'intérieur de la corolle pour y prélever nectar et pollen.

## Chimie
La couleur rouge des pétales des fleurs du muflier est due à la présence de l'antirrhinine, une anthocyane qui est le 3-rutinoside de la cyanidine.

## Langage des fleurs
Dans le langage des fleurs, le muflier symbolise les désirs.